# Victorian Gardens

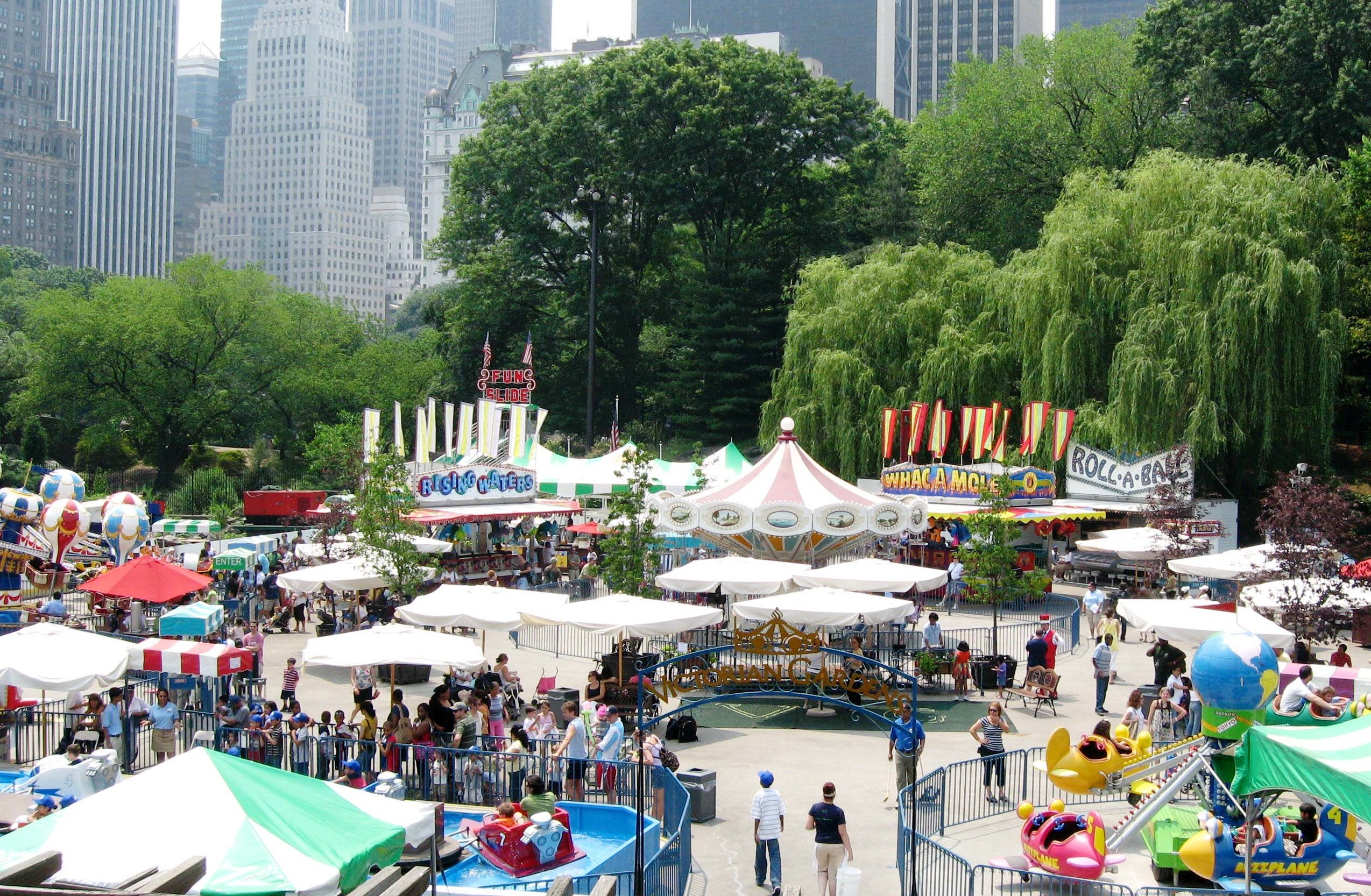
Victorian Gardens 2008-ban, háttérben a Central Park déli részét körülvevő felhőkarcolók

A Victorian Gardens a Central Park tradicionális stílusú szezonális élményparkja New Yorkban. A parkot 2003 óta tavaszonként évente állítják fel a Central Parkban télen működő Wollman Rink korcsolyapálya helyén.
A Central Park délkeleti részén 4,600 m2 területen kialakított park 2003 tavaszán nyitotta meg kapuit, megközelítőleg 3000 embert tud fogadni, felszereléseit elsődlegesen 2-12 évesek számára alakították ki. Aktív szórakozást nyújt, interaktív játékokat, élő műsorszámokkal is szórakoztatnak, köztük hétvégeken és ünnepnapokon fellépő bohócokkal, bűvészmutatványokkal.
A Central Park korcsolyapályája területének egész évi kihasználásának ötlete befektetők kis csoportjától ered. A Central Parkot működtető szervezet, New York Parkfelügyelősége, valamint a The Trump Organization közti megegyezés alapján életre kelt vállalkozás végül az olasz Zamperla céghez került.
A Covid19-pandémia alatti korlátozások miatt 2020-ban nem nyílt meg. 2020 augusztusában tett bejelentés szerint lehetséges, hogy tartósan bezár.